# Hóquei sobre a grama nos Jogos Pan-Americanos de 2011
O hóquei sobre a grama nos Jogos Pan-Americanos de 2011 foi realizado no Estádio Pan-Americano de Hóquei em Guadalajara, México. O torneio feminino iniciou as disputas entre 19 e 28 de outubro e a competição masculina foi disputada entre 20 e 29 de outubro.
Oito equipes no masculino e oito equipes no feminino, divididas em dois grupos de quatro, participaram do torneio pan-americano. As duas melhores equipes de cada grupo avançaram as semifinais. As duas equipes piores colocadas nos grupos disputaram os jogos classificatórios de 5º a 8º lugar.

## Países participantes
Um total de oito delegações enviaram equipes para as competições de hóquei. Tanto o torneio masculino quanto o feminino contou com as mesma seleções participantes.
| - ARG Argentina (32) - BAR Barbados (32) - CAN Canadá (32) - CHI Chile (32) | - CUB Cuba (32) - USA Estados Unidos (32) - MEX México (32) - TRI Trinidad e Tobago (32) |

## Calendário
| Outubro            | 13 | 14 | 15 | 16 | 17 | 18 | 19 | 20 | 21 | 22 | 23 | 24 | 25 | 26 | 27 | 28 | 29 | 30 |
| ------------------ | -- | -- | -- | -- | -- | -- | -- | -- | -- | -- | -- | -- | -- | -- | -- | -- | -- | -- |
| Hóquei sobre grama |    |    |    |    |    |    |    |    |    |    |    |    |    |    |    | 1  | 1  |    |

|  | Dia de competição |  | Dia de final |

## Medalhistas
| Evento             | Ouro | Prata | Bronze |
| ------------------ | --- | --- | --- |
| Feminino detalhes  | Michelle Cesan Lauren Crandall Rachel Dawson Katelyn Falgowski Jesse Gey Melissa Gonzalez Michelle Kasold Jaclyn Kintzer Stephanie Laubach Caroline Nichols Kathleen O'Donnell Julia Reinprecht Katherine Reinprecht Paige Selenski Shannon Taylor Michelle Vittese USA Estados Unidos | María Aladro Luciana Aymar María Barrionuevo María D'Elia Agustina García Rosario Luchetti Sofía Maccari Delfina Merino Carla Rebecchi Ana Macarena Rodríguez Rocío Sánchez Moccia Mariela Scarone Daniela Sruoga María Sruoga María Succi Victoria Zuloaga ARG Argentina | Catalina Cabach Camila Caram Daniela Caram María José Fernández Christine Fingerhuth Carolina García Daniela Infante Denise Infante Paula Infante Josefina Khamis Claudia Schuler Catalina Thiermann Manuela Urroz Javiera Villagra Sofía Walbaum Michelle Wilson CHI Chile         |
| Masculino detalhes | Lucas Argento Ignacio Bergner Federico Bermejillo Manuel Brunet Lucas Cammareri Pedro Ibarra Juan Martín López Agustín Mazzilli Matías Paredes Lucas Rey Lucas Rossi Lucas Vila Matías Vila Rodrigo Vila Juan Manuel Vivaldi Fernando Zylberberg ARG Argentina                         | David Carter Adam Froese Jagdish Gill Matthew Guest Richard Hildreth David Jameson Antoni Kindler Mark Pearson Keegan Pereira Kenneth Pereira Robert Short Sukhwinder Singh Iain Smythe Scott Tupper Jesse Watson Philip Wright CAN Canadá                                | Mathías Anwandter Alexis Berczely Fernando Binder Fernando Fernández Andrés Fuenzalida Raúl Garcés Adrián Henríquez Thomas Kannegiesser Sebastian Kapsch Esteban Krainz Jan Richter Sven Richter Juan Cristóbal Rodríguez Martín Hernán Rodríguez Jaime Zarhi José Zirpel CHI Chile |

## Quadro de medalhas
| Ordem | País               | Medalha de ouro | Medalha de prata | Medalha de bronze |   |
| ----- | ------------------ | --------------- | ---------------- | ----------------- | - |
| 1     | ARG Argentina      | 1               | 1                |                   | 2 |
| 2     | USA Estados Unidos | 1               |                  |                   | 1 |
| 3     | CAN Canadá         |                 | 1                |                   | 1 |
| 4     | CHI Chile          |                 |                  | 2                 | 2 |
| TOTAL | TOTAL              | 2               | 2                | 2                 | 6 |